# Dipyrena juncea
Dipyrena juncea là một loài thực vật có hoa trong họ Cỏ roi ngựa. Loài này được (Gillies & Hook.) Ravenna mô tả khoa học đầu tiên năm 2008.